# شاندور چوری
شاندور چوری (مجاری: Sándor Csoóri؛ ‏ ۳ فوریهٔ ۱۹۳۰ – ۱۲ سپتامبر ۲۰۱۶) شاعر، روزنامه‌نگار، مقاله‌نویس، فیلم‌نامه‌نویس و سیاستمدار اهل مجارستان بود.
از فیلم‌هایی که وی در آن‌ها نقش داشته است، می‌توان به ده‌هزار روز اشاره نمود.
وی همچنین برندهٔ جوایزی همچون جایزه کشوت شده‌است.